# Tadeusz Stegner
Tadeusz Stegner (ur. 19 marca 1952 w Gdańsku) – polski historyk, profesor nauk humanistycznych, profesor zwyczajny Uniwersytetu Gdańskiego (UG).

## Życiorys
Urodził się 19 marca 1952 w Gdyni, w rodzinie inteligenckiej Jerzego i Alicji z domu Wajdknecht. Siostra Hanna zamężna Kostuch ukończyła studia historyczne. Od 1967 uczęszczał do II Liceum Ogólnokształcącego im. A. Mickiewicza w Gdyni, w 1971 rozpoczął studia w Instytucie Historii Uniwersytetu Gdańskiego. Podczas studiów był Prezesem Koła Naukowego Historyków. Tytuł magistra historii z wynikiem bardzo dobrym uzyskał w 1976. Odbył roczną służbę wojskową w Szkole Oficerów Rezerwy. W latach 1977–2024 pracował na macierzystej uczelni, początkowo na stanowisku asystenta w Zakładzie Historii Polski i Powszechnej XIX wieku w Instytucie Historii UG. W 1980 odbył półroczny staż w Instytucie Historii PAN w Warszawie w pracowni dziejów inteligencji. W 1984 uzyskał stopień naukowy doktora nauk humanistycznych na podstawie rozprawy Liberałowie Królestwa Polskiego 1904–1915 (promotor: prof. dr hab. Roman Wapiński) i został adiunktem w Zakładzie Historii Polski i Powszechnej XIX wieku. W 1992 Rada Naukowa Instytutu Historycznego UG nadała Tadeuszowi Stegnerowi stopień naukowy doktora habilitowanego nauk humanistycznych w zakresie Historii na podstawie pracy Polacy-ewangelicy w Królestwie Polskim 1815–1914. Kształtowanie się środowisk. Ich działalność społeczna i narodowa. W 1996 został mianowany na stanowisko profesora nadzwyczajnego UG w Instytucie Historii, w 2001 uzyskał tytuł naukowy profesora nauk humanistycznych, w 2007 został mianowany na stanowisko profesora zwyczajnego, a od 1 października 2019 objął stanowisko profesora. 
Na Uniwersytecie Gdańskim pełnił wiele funkcji: był prodziekanem ds. kształcenia i studentów Wydziału Filologiczno-Historycznego UG (1993–1996), dyrektorem Instytutu Historii Wydziału Filologiczno-Historycznego UG (2003–2008), kierownikiem Zakładu Historii Polski i Powszechnej XIX wieku (1991–1993, 1996–1998), kierownikiem Zakładu Historii Myśli i Kultury Politycznej (2001–2003, 2008–2022).
Równocześnie w latach 2011–2012 był także zatrudniony w Wyższej Szkole Komunikacji Społecznej w Gdyni. Od 2024 jest pracownikiem Pomorskiej Szkoły Wyższej w Starogardzie Gdańskim. Od 1997 był Przewodniczącym Rady Naukowej Muzeum Miasta Gdyni. Obecnie sprawuje funkcję przewodniczącego Rady Muzeum Sopotu.
Specjalizuje się w historii Polski XIX i XX wieku, w szczególności dziejami polskiej myśli politycznej, sprawami narodowo-wyznaniowymi oraz historią protestantyzmu na ziemiach polskich. Był organizatorem kilkunastu sesji naukowych, w swoim dorobku naukowym ma ponad 100 publikacji. 
Pod jego kierunkiem stopień naukowy doktora uzyskał Krzysztof Lewalski.

## Najważniejsze publikacje
- Polacy-ewangelicy w Królestwie Polskim 1815–1914: kształtowanie się środowisk, ich działalność społeczna i narodowa (1992), Gdańsk: Wydawnictwo Uniwersytetu Gdańskiego.
- Ewangelicy warszawscy: 1815–1918 (1993), Warszawa: Semper.
- Pastorzy Królestwa Polskiego na studiach teologicznych w Dorpacie w XIX wieku (1993), Warszawa: Semper.
- Bóg, protestantyzm, Polska. Biografia pastora Leopolda Marcina Otto (1819–1882) (2000), Gdańsk: Wydawnictwo Uniwersytetu Gdańskiego.
- Ewangelicy ziem polskich XIX wieku. Sylwetki wybitnych postaci (2008), Gdańsk: Wydawnictwo Uniwersytetu Gdańskiego.
- Historia turystyki. Polska i świat (2016), Gdańsk: Wydawnictwo Uniwersytetu Gdańskiego ISBN 978-83-7865-507-7.

## Ordery i odznaczenia
- Krzyż Kawalerski Orderu Odrodzenia Polski (2018)[2][6][7]
- Złoty Krzyż Zasługi (2003)
- Medal Komisji Edukacji Narodowej (2001)
- Srebrny Medal Uniwersytetu Gdańskiego „Bene merito et merenti” (2022)[8]
- Medal Prezydenta Miasta Gdyni „Civitas e Mari – tym, którzy odważnie realizują marzenia” (2014)
- Medal 70-lecia Miasta Gdyni (1997)

Źródło:.

## Nagrody
- Nagroda Polcul Foundation za pracę na rzecz przyjaźni polsko-ukraińskiej (1999)
- Nagroda im. Leopolda Otto przyznana przez pismo „Zwiastun Ewangelicki” (2003)

Źródło:.